# Westerkerk
Westerkerk ("Vestkirken") er en Protestantisk kirke i Amsterdam, bygget i 1620-1631 efter design af Hendrick de Keyser. Kirken ligger i Jordaan distriktet, på bredden af Prinsengracht kanalen.
Spiret er med sine 85 m det højeste i Amsterdam. Kronen på toppen er Østrigske kejserriges krone. Kirkeklokkerne blev lavet af brødrene Hemony.
Rembrandt van Rijn blev begravet ved Westerkerk den 8. oktober 1669. Den præcise placering af graven er ukendt, men det formodes at graven ligger et sted langs den nordlige mur. Rembrandts elskerinde Hendrickje Stoffels er ligeledes begravet her og hans søn Titus van Rijn er måske også. Andre malere begravet ved Westerkerk er Nicolaes Berchem, Gillis d'Hondecoeter, Melchior d'Hondecoeter og Govert Flinck. Orglet er dekoreret med låger malet af Gerard de Lairesse.
Westerkerk ligger tæt på det baghus (nu Anne Franks hus) hvor dagbogsskriveren Anne Frank, hendes familie og andre skjulte sig for Nazistisk forfølgelse i to år under 2. verdenskrig. Westerkerk nævnes ofte i hendes dagbog da klokketårnet kunne ses fra loftet i baghuset og Anne Frank beskriver klokkernes kimen som en kilde til trøst. En mindestatue af Anne Frank er placeret udenfor kirken.
Nær Westerkerk ligger Homomonument, et mindested for mænd og kvinder der er blevet forfulgt pga. deres homoseksualitet.
Den 10. marts 1969 blev dronning Beatrix (dengang Prinsesse Beatrix) gift med Prins Claus i Westerkerk.
Der er ligeledes kirker i andre hollandske byer kaldet Westerkerk, inklusiv Leeuwarden, Enkhuizen, Amersfoort, Bunschoten, Ermelo og Capelle aan den IJssel.

## Eksterne links
- Westerkerk (nederlandsk/hollandsk)
- Amsterdam Bureau for monumenter og arkæologi Arkiveret 7. april 2007 hos  Wayback Machine (engelsk)
- PlanetWare: Westerkerk Arkiveret 18. september 2012 hos  Wayback Machine (engelsk)

52°22′28″N 4°53′1″Ø / 52.37444°N 4.88361°Ø